# Йохан Якоб II фон Еберщайн
Йохан Якоб II фон Еберщайн (на немски: Johann Jakob II von Eberstein; * 1574; † 29 март 1638 в Страсбург) от швабския благороднически род Еберщайн е граф на Еберщайн, господар на Ной-Еберщайн.
Той е син на граф Ханс Бернхард фон Еберщайн-Фрауенберг (* 1545; † 11 април 1574) и съпругата му Маргарета фон Диц (1544 – 1608), дъщеря на ландграф Филип I фон Хесен-Касел (1504 – 1567) и (морганатичен брак) втората му съпруга Маргарета фон дер Заале (1522 – 1566). Внук е на граф Йохан Якоб I фон Еберщайн в Ной-Еберщайн († 1574) и първата му съпруга Барбара фон Даун († 1547). Майка му се омъжва втори път на 10 август 1577 г. във Фрауенберг за граф Стефан Хайнрих фон Еверщайн-Масов-Кваркенбург (1543 – 1613).
Брат е на Филип II фон Еберщайн, граф във Вертенщайн, Фрауенбург († 1609).
Йохан Якоб II фон Еберщайн умира на 29 март 1638 г. в Страсбург и е погребан в църквата Св. Матиас и Николаус в Страсбург.

## Фамилия
Йохан Якоб II фон Еберщайн се жени на 22 април 1600 г. за Мария Юлиана фон Крихинген († 1608), дъщеря на фрайхер Георг II фон Крихинген-Пютлинген († 1607) и Естер фон Мансфелд-Айзлебен († сл. 1605). Те имат три деца:
- Георг Филип фон Еберщайн (* 7 декември 1601; † пр. 1638)
- Естер фон Еберщайн (* 11 април 1603; † 10 октомври 1682 във Вормс), омъжена на 21 август 1624 г. за граф Лудвиг Емих фон Лайнинген-Вестербург (1595 – 1635)
- Лудвиг Ернст фон Еберщайн в Еберщайн (* 2 ноември 1604; † 11 септември 1634)

Йохан Якоб II фон Еберщайн се жени втори път на 18 февруари 1609 г. в Лаубах за Магарета фон Золмс-Лаубах (* 29 ноември 1580; † 31 януари 1635), дъщеря на граф Йохан Георг I фон Золмс-Лаубах (1547 – 1600) и Маргарета фон Шьонбург-Глаухау (1554 – 1606). Те имат пет деца:
- Йохан Фридрих фон Еберщайн (* 10 януари 1611; † 5 февруари 1647), граф на Еберщайн, господар на Ной-Еберщайн, женен на 7 май 1636 г. в Мец за Анна Амалия фон Крихинген († 1676)
- Мориц фон Еберщайн (* 27 май 1612; † 10 юли 1616)
- Маргарета София фон Еберщайн (* 18 октомври 1613; † 31 януари 1616)
- Агата София фон Еберщайн (* 27 ноември 1615; † 27 май 1617)
- Ото Лудвиг фон Еберщайн в Еберщайн (* 1617; † 15 декември 1645)